# Katy Perry
Katheryn Elizabeth Hudson (Santa Barbara, Kalifornija, SAD, 25. listopada 1984.), bolje poznata po svom umjetničkom imenu Katy Perry je američka kantautorica. Perry je postala svjetski poznata 2008. godine sa smash singlom "I Kissed a Girl" (ujedno i prvi singl s albuma One of the Boys), koji je bio na vrhu glazbenih ljestvica u preko 30 zemalja.

## Glazbena karijera

### Počeci karijere (2001. – 2007.)
Katy Perry je prvi album, Katy Hudson, izdala 2001. godine. Radi se o albumu kršćanske glazbe, kojeg je Katy izdala pod svojim rodnim prezimenom Hudson. Nakon objavljivanja tog albuma pridružila se grupi The Matrix i snimila album The Matrix, koji je objavljen tek 2009. godine. Zatim je godine 2004. snimila (nikada objavljeni) album Katy Perry, s kojega su dvije pjesme dane Kelly Clarkson za njen četvrti studijski album. Godine 2007. Perry je izdala svoj prvi EP - Ur So Gay.

### One of the BoysiTeenage Dream(2008. – 2011.)
Drugi studijski album, One of the Boys, izašao je 17. lipnja 2008. S njega su skinuta četiri mega uspješna singla: "I Kissed a Girl", "Hot N Cold", "Thinking of You" i "Waking Up in Vegas". Album je postigao veliki uspjeh dosegavši dvostruku platinastu nakladu (preko 2.000.000 prodanih primjeraka). "Hot N Cold", drugi singl s albuma, izašao je 9. rujna i dospio u top 5 u SAD-u, te je postao jedna od najprepoznatljivijih pjesama 2008. godine.  Treći singl s albuma bio je "Thinking of You", ujedno i njena prva balada, koja je došla u top 30 te tako postala jednina njezina pjesma koja se nije našla među top 10. Četvrti singl "Waking Up in Vegas" postao je novi hit te je dosegao broj 2 u Kanadi te je dospio u top 10 u SAD-u. Izdaje i svoj novi album naziva Teenage Dream koji je oborio rekord za ženske izvođače te se Katy s pet singlova koji su došli na broj 1 izjednačila s Michaleom Jacksonom. Pjesme koje je taj album iznjedrio su redom: "California Gurls", "Teenage Dream", "Firework", "E.T.", "Last Friday Night (T.G.I.F.)", "The One That Got Away", "Part of Me" te "Wide Awake". 

### Prism
Treći studijski album pod nazivom Prism  objavljen je 18. listopada 2013. godine. Do sada se prodao u preko 3 milijuna primjeraka, te 12 milijuna primjeraka singlova. Sadrži 13 pjesama, te još 3 bonus pjesme na Delux verziji. Od strane kritike to je njezin najprihvaćeniji album te je dobio dobre kritike. Katy Perry je ovaj album opisala kao odrasliju i ozbiljniju verziju prethodnog hit albuma. Najavni singl "Roar" postigao je globalni uspjeh, no neki su ga kritizirali jer je zvučao kao da pripada albumu Teenage Dream, dok je Katy najavila da će ovaj album biti ozbiljniji. Ipak   postala je najbrže prodavanija pjesma 2013 godine te je oborila rekord američkih radio postaja po učestalosti puštanja.  Također, ta pjesma je postala najavni singl predstojećih Olimpijskih Igara u Soči 2014 godijne.  Drugi singl "Unconditionally" objavljen je 16. listopada, te je postigao relativno dobar uspjeh. Pjesma je izdana kao božićni singl, međutim došla je tek do 14. mjesta te je završen top 10 niz kojeg je ostvarivala sa svojim pjesmama od 2009, te zajedno s Thinking of You jedina njezina pjesma koja nije ušla u top 10.  Ujedno, za ovu pjesmu objavljen je video spot koji je pobrao mnoge pohvale za scenografiju i vizulane efekte. Treći singl je Dark Horse koji je prvotno bio objavljen kao promotovna pjesma koja bi najavila izlazak albuma, no odmah po objavljivanju pjesma je postigla ogroman uspjeh te se i nakon 3 mjeseca nalazila u top 20 američkog Itunesa. Prepoznavši taj uspjeh, pjesma je dobila status službenog singla. Ubrzo nakon toga pjesma je postigla svjetski uspjeh. Četiri tjedna bila je na prvom mjestu američke glazbene liste Billboard, te je njezin airplay jedan od najvećih ikada u SAD-u. Pjesma je imala sličan uspjeh i u ostatku svijeta. 4. singl je "Birthday" koji nije doživio veliki uspjeh. 5. singl je "This Is How We Do", koji je dostigao broj jedan u Belgiji.

## Turneja
Katyna debitantska turneja Hello Katy Tour trajala je od siječnja do studenog 2009. godine. Sadržavala je ukupno 79 nastupa. Sponzor turneje bio je Live Nation. Druga turneja nazvana California Dream Tour uključivala je 127 koncerata diljem svijeta. To je bila jedna od uspješnijih turneja koja je počela u veljači 2011. godine, a završila je u siječnju 2012. te je uprihodila skoro 60 milijuna dolara.
Prismatic svjetska turneja počela je 7.svibnja 2014 u Belfastu. Zbog velike potražnje za ulaznicama u mnogim gradovima dodani su dodatni koncerti pa ih tako London ima 4, Sydney 6, Melbourne 8, Mexico City i New York 2 i ostali. Koncert se sastoji u šest dijelova : Prismatic ( Roar, Part of Me, Wide Awake, This Moment / Love Me ), Egipatska tema ( Dark Horse, E.T., Legendary Lovers, I Kissed a Girl )  Cat-Oure ( Hot n Cold, International Smile/vogue ), akustični dio ( By the Grace of God, The One That Got Away, Double Rainbow" / "Ghost, Unconditionally ) retro ( Megamix Dance Party, Walking on Air, It Takes Two, This Is How We Do" / "Last Friday Night (T.G.I.F.) neonska svjetla ( Teenage Dream, California Gurls, Birthday ) a na kraju se sve završava s Firework. Kritičari su složi u tome da Prismatic turneja pomiče tehnološke i organizacijske standarde, te hvale cijeli koncept i izvođenje koncerata. 

## Diskografija

### Studijski albumi
- Katy Hudson (2001.)
- One of the Boys (2008.)
- Teenage Dream (2010.)
- Prism (2013.)
- Witness (2017.)
- Smile (2020.)

### Albumi uživo
- MTV Unplugged (2009.)

## Kontroverze
Veliki dio svoje popularnosti Perry duguje i kontroverznim tekstovima gej tematike ("I Kissed a Girl" te "Ur So Gay"), što je od nje stvorilo gej ikonu. Poznata je po svojem nekonvencionalnom stilu oblačenja, po odjeći žarkih boja, često protkanoj voćnim detaljima.
Katy Perry je promijenila prezime iz Hudson u Perry (djevojačko prezime njene majke) kako bi izbjegla zamjenu s glumicom Kate Hudson.

## Televizijska pojavljivanja
Katy se često pojavljivala u TV emisijama kako bi promovirala svoj album. Godine 2008. i 2009. vodila je dodjelu MTV Europe Music Awards.

## Humanitarni rad
Dana 16. svibnja 2009. nastupila je na Life Ballu, priredbi organiziranoj u svrhu borbe protiv AIDS-a. 2013. postala je UNICEF ambasador dobre volje za prava djece. 

## Vanjske poveznice
- Službena stranica
- Katy Perry na Internet Movie Databaseu